# Miguel Alemán Valdés

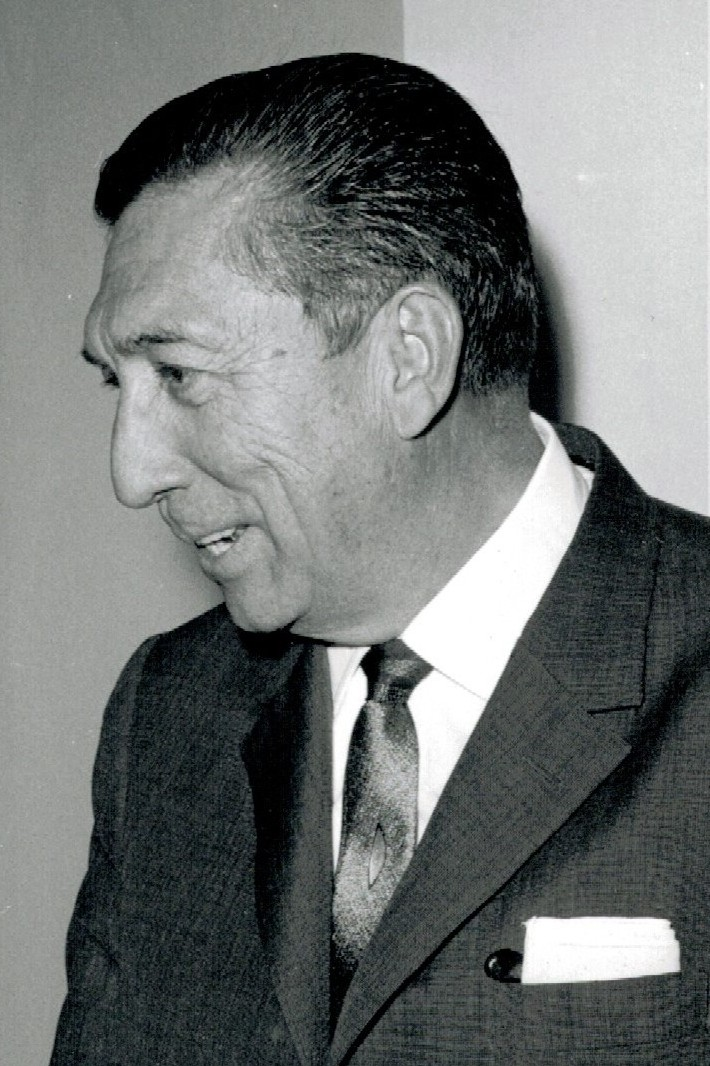
Miguel Alemán
(1963)

Miguel Alemán Valdés (Sayula, 27 september 1902 – Mexico-Stad, 14 mei 1983) was een Mexicaans politicus. Hij was President van Mexico van 1946 tot 1952. Alemáns termijn kenmerkte zich door economische groei maar ook door corruptie. Onder zijn presidentschap wist de Institutioneel Revolutionaire Partij (PRI) op alle niveaus de macht te monopoliseren en kwamen de 'spelregels' voor de Mexicaanse politiek voor de volgende halve eeuw vast te staan.

## Vroege jaren
Miguel Alemán was de zoon van een lokale revolutionair. Hij studeerde rechten eerst in Jalapa en later aan de Nationale Autonome Universiteit van Mexico en werd advocaat. In 1930 sloot hij zich aan bij de Nationaal Revolutionaire Partij (PNR) de latere Institutioneel Revolutionaire Partij (PRI) en begon zijn politieke carrière als Afgevaardigde en in 1934 werd hij Senator. In 1936 werd hij aangewezen als gouverneur van Veracruz, als vervanger van de als gouverneur-elect vermoorde Manlio Fabio Altamirano. In 1940 leidde hij de succesvolle verkiezingscampagne van presidentskandidaat Manuel Ávila Camacho.
In de regering van president Ávila Camacho was Alemán minister van Binnenlandse Zaken. In die functie trad hij hard op tegen de pro-as-elementen, hoewel hij de Duitse spionne Hilde Krüger als minnares had. Hij steunde de president in zijn toenadering tot de Verenigde Staten evenals hij de Mexicaanse oorlogsverklaring aan de asmogendheden steunde.

## Verkiezing
In de kwestie wie Ávila Camacho moest opvolgen ontstond enige commotie. Het was gebruikelijk dat de zittende president de presidentskandidaat voor zijn partij aanwees, en aangezien de PRI vrijwel een monopoliepositie had betekende dat in feite dat de president zijn opvolger aanwees (dedazo). Ávila Camacho's wildere broer, generaal Maximino Ávila Camacho, was echter van mening dat hij, als broer van de president, de meest geschikte opvolger was. Alemán en Maximinio waren bepaald geen vrienden van elkaar, iets wat stamde uit de tijd dat beiden gouverneurs waren (Maximinio was gouverneur van de aan Veracruz grenzende staat Puebla). Maximinio dreigde zelfs Alemán te vermoorden wanneer deze tot president zou worden gekozen. Zover zou het echter niet komen, aangezien Maximinio in januari 1945 overleed. Aldus werd Alemán aangewezen tot presidentskandidaat. Alemán won de verkiezingen met 77,91% van de stemmen, tegen 19,33% voor zijn belangrijkste tegenstander Ezequiel Padilla, die zich tijdelijk van de PRI had afgescheiden.

## Presidentiële termijn
Alemán trad op 1 december 1946 aan, als eerste burgerpresident sinds de Mexicaanse Revolutie. Hij bracht de militaire uitgaven dan ook sterk terug. Hij besteedde veel geld aan publieke werken, zoals het uitbreiden van het spoorwegennetwerk en het bouwen van scholen, en het uitbreiden van de olieproductie. Ook zette hij zich sterk in voor het bevorderen van toerisme, dat hij als een belangrijke inkomstenbron voor de toekomst zag. De sterke economische groei van Mexico, het zogenaamde Mexicaanse Wonder, kwam tijdens zijn termijn goed op gang.
Alemán voerde een vrij rechts beleid dat er op was gericht om de particuliere sector te versterken en buitenlandse investeerders aan te trekken, onder andere door het verlagen van de belastingen. Alemán stelde een wet op die het grootgrondbezit van de landeigenaren beschermde. Onder zijn bewind ontstond er een hoge mate van corruptie. Ook ontwikkelde Alemán een bescheiden persoonsverheerlijking. Vrijwel alles dat hij liet openen of bouwen liet hij naar zichzelf vernoemen, en in verschillende steden liet hij standbeelden van zichzelf neerzetten. Alemán stond geen tegenstand toe en liet dissidente gouverneurs uit hun ambt ontzetten. Een van hen was Marcelino García Barragán van Jalisco. Hoewel deze nog maar twee weken te regeren had werd hij door Alemán de laan uit gestuurd aangezien García Barragan tijdens de presidentsverkiezingen de verkeerde kandidaat had gesteund. Het Congres van de Unie werd onder Alemáns beleid definitief een machteloos instituut dat slechts de besluiten van de president diende goed te keuren.
Miguel Alemán had een bijzondere band met de UNAM, waar hij zelf had gestudeerd, evenals driekwart van zijn ministers. Hij liet door Mexico's meest gerenommeerde architecten een nieuwe campus aanleggen, de Ciudad Universitaria. Hij voerde op gemeentelijk niveau het vrouwenkiesrecht in en liet het territorium Neder-Californië tot staat verheffen.
Hij tekende vrede met Italië, Duitsland en Japan. Alemán was internationaal een graag geziene figuur. In verschillende landen kreeg hij eredoctoraten en onderscheidingen. In 1947 bracht hij, als eerste Mexicaanse president, een officieel bezoek aan de Verenigde Staten, en bracht zijn Amerikaanse ambtsgenoot Harry S Truman, als eerste Amerikaanse president, een bezoek aan Mexico. Truman bracht bij die gelegenheid een bezoek aan het monument voor de Niños Héroes, jonge soldaten die tijdens de Amerikaans-Mexicaanse Oorlog honderd jaar eerder om het leven kwamen. Dit werd door velen gezien als het definitieve bewijs dat de Verenigde Staten en Mexico voortaan weer een vriendschappelijk band onderhielden.

## Opvolging en nalatenschap
Tegen het eind van zijn termijn had Alemán laten doorschijnen dat hij zich eventueel herkiesbaar wilde stellen - een taboe in de Mexicaanse politiek. Nadat Lázaro Cárdenas, de nog altijd populaire ex-president (1934-1940) zich hier tegen uitsprak besloot Alemán er maar van af te zien. In 1952 werd hij opgevolgd door de door hem persoonlijk aangewezen Adolfo Ruiz Cortines. Vaak wordt wel gezegd dat met Alemán het moderne Mexico is begonnen. Onder zijn bewind vond de definitieve consolidatie van de PRI plaats, met de inkapseling van alle mogelijke bevolkings- en belangengroepen in het systeem. Voor veel revolutionairen van het eerste uur was Alemán, bijgenaamd 'de welp van de revolutie', degene die de revolutie de nek om heeft gedraaid. Zijn maatregelen voor de bevordering van de economie werden door velen gewaardeerd, maar hij werd ook gezien als iemand die corruptie uit de hand had laten lopen, en zich tijdens zijn termijn schandalig had verrijkt.
Na zijn termijn bleef hij zich inzetten voor het bevorderen van toerisme, en liet vooral Acapulco uitbreiden tot een badplaats van internationale allure, waardoor tegenwoordig de belangrijkste boulevard in die plaats naar hem de Costera Miguel Alemán is genoemd. Hij wist bovendien de Olympische Zomerspelen 1968 naar Mexico te brengen. Hij werd voorzitter van de Nationale toerismecommissie, een functie die hij behield tot zijn dood in 1983.
Alemáns zoon Miguel Alemán Velasco is tegenwoordig een Mexicaans politicus en zakenman, en was tussen 1998 en 2004 gouverneur van Veracruz.
- Biblioteca Nacional de España: XX986213
- Bibliothèque nationale de France: cb122040582 (data)
- CiNii: DA11796648
- Gemeinsame Normdatei: 133757544
- International Standard Name Identifier: 0000 0001 1478 6305
- Library of Congress Control Number: n50058372
- National Archives and Records Administration: 10580752
- Bibliotheek van het Japanse parlement: 00773490
- Nationale Bibliotheek van Israël: 987007278332205171
- Nederlandse Thesaurus van Auteursnamen: 071769749
- SNAC: w66769j8
- Système universitaire de documentation: 030670101
- Virtual International Authority File: 100260985
- WorldCat: E39PBJbWrBXMQxQqVp9pjQcQMP